# Benin vasúti közlekedése
Benin vasúthálózatának hossza 2010-ben 438 km volt, mely 1 000 mm-es nyomtávolságú. Villamosított vonalak nincsenek az országban.

## Vasúti kapcsolata más országokkal
- Togo - nincs kapcsolat - azonos nyomtávolság (1 000 mm)
- Nigéria - nincs kapcsolat - eltérő nyomtávolság (1 000 mm / 1 067 mm)
- Burkina Faso - nincs kapcsolat - azonos nyomtávolság (1 000 mm)
- Niger - nincs vasút